# Станционное (Костанайская область)
Станционное (каз. Станционный) — село в Карабалыкском районе Костанайской области Казахстана. Административный центр Станционого сельского округа. Находится примерно в 19 км к северо-западу от районного центра, посёлка Карабалык. Код КАТО — 395063100.

## История
Село стало образовываться в конце 1880-х годов. В 1894 году на почтовом тракте Троицк – Кустанай появилась новая станция - Николаевка. Через некоторое время за селом закрепилось другое  название - Андреевка.  После 1911 года почтовая станция официально стала именоваться Станционной. Первыми поселенцами станции были в основном казаки: Шамины, Сорокины, Заболотниковы, Рыкуновы, Меженины, Панюшкины, Погудины, Крутилины, Вербоноль, Масловы, Черепановы и другие. Они арендовали земли у местных богатеев Яушева и Алдиярова, занимались скотоводством и земледелием. Первые дома строились из дерева, приобретаемого у казахов селения Байзак (Дальнее).

 Через село проходил почтовый тракт. По нему регулярно бегали почтовые тройки. Почтовая тройка прибывала точно по расписанию, под звон колокольчиков. На Андреевской менялись лошади, и новая тройка продолжала путь. Проходил через село и караванный путь (между нынешними улицами Мира и Гагарина), по которому двигались караваны с тканью, рыбой, фруктами, другими заморскими товарами. По этой же дороге перегоняли верблюдов, овец, лошадей из Тургайских степей в Россию. Бесчисленные караваны протаптывали такие глубокие тропы, что на простой бричке по Большой улице было трудно проехать. На территории нынешней фермы была перегонная станция, заезжий дом, загоны для скота, колодцы с поилками для скота. Примерно там, где сейчас расположено мусульманское кладбище, стояла мельница. А всего их в селе было три. — Е.Кударь. Так все начиналось
В 1910 – 1911 годах стали прибывать в Андреевку переселенцы с Украины. В числе первых были: Савченко, Гнедыш, Незнайко, Чепига, Ошеко, Лень, Дорошенко, Кизиловы, Руденко. Долог и нелегок был их путь. Ехали подводами, в которые были запряжены у кого лошади, а у кого и волы. Особенно страдали старики и дети.

Добирались сюда по разному – больше поездом, а потом гужевым транспортом. Такая дорога была трудна и трагична. Только семья переселенца Савченко в дороге потеряла четверых детей, а пятый умер уже на месте – в Станционном.
— П. Черных. "Наш отчий край Карабалык"
В 1911 году неподалёку от села прошла ветвь железной дороги, соединившая город Троицк, находящийся в 25 км. от Станционного, и Кустанай. Железнодорожные пути должны были пройти в границах населенного пункта, однако жители села были против такого плана и дорогу проложили в нескольких километрах от села. Тем не менее, село стало именоваться Станционным, зафиксировав таким образом, историческую значимость почтовой и появление новой железнодорожной станции неподалёку.
В 1912 году образовался кооператив Сибирского маслопрома. Он вырабатывал до 12 пудов высокосортного масла в день. Был в посёлке и свой магазин под черепичной крышей. Купить в нём можно было практически всё. Была и пивная, которой до 1929 года владел Сорокопятов. В том же 1912 году открыли четырёхлетнюю школу. Из первых учителей старожилам запомнились Иннокентий Фёдорович и Татьяна Тимофеевна Воронины, муж и жена.
Быстро развивалось земледелие. С одной десятины порой собирали по 250 пудов овса и 300 пудов пшеницы. Зерно возили продавать в Троицк.
В 1954 году была создана Станционная МТС. В 1961 году образован совхоз "Станционный". В советское время совхоз "Станционный" был одним из крупнейших в Комсомольском районе, являясь миллионером он функционировал на полном хозрасчете. Общая площадь земельных угодий совхоза на 1979 год составляла более сорока гектаров, посевная площадь - 31 тыс. га, на которой зерновые занимали более восьмидесяти процентов. 

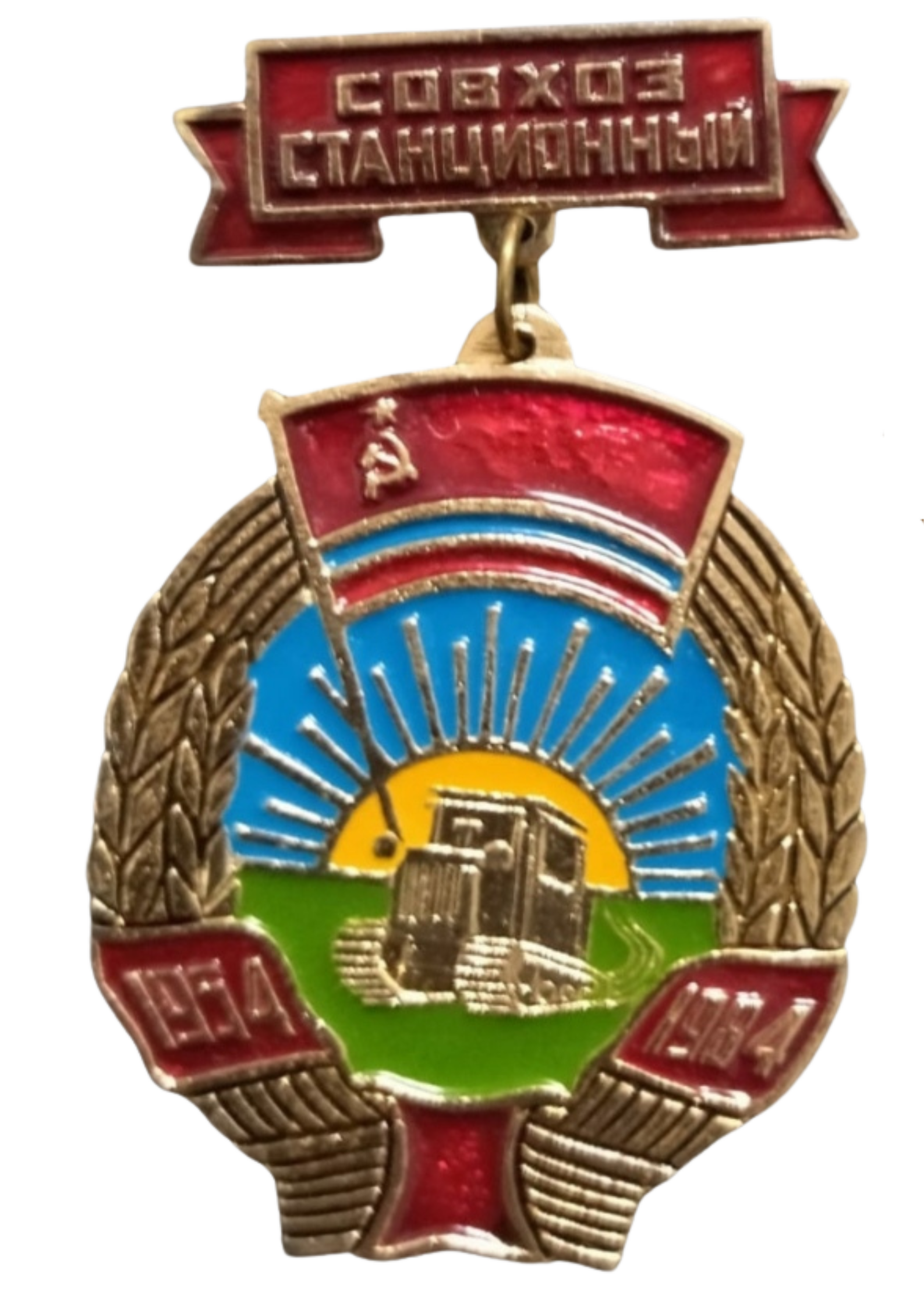
Памятный знак к 30-летию Станционной МТС

На вооружении совхоза на 1979 год имелось 200 тракторов, в т.ч. 32 «Кировца», 116 комбайнов, 70 грузовых, легковых и специальных автомобилей, высокомеханизированные тока, сотни электромоторов, большое количество других машин, агрегатов и орудий. На фермах с шеститысячным поголовьем КРС были полностью механизированы основные трудоемкие процессы. На производственные и бытовые нужды совхоз расходовал от государственной сети миллионы киловатт-часов дешёвой электроэнергии.
В 2007 году поселок газифицировали. Подключено к газу 352 дома. 

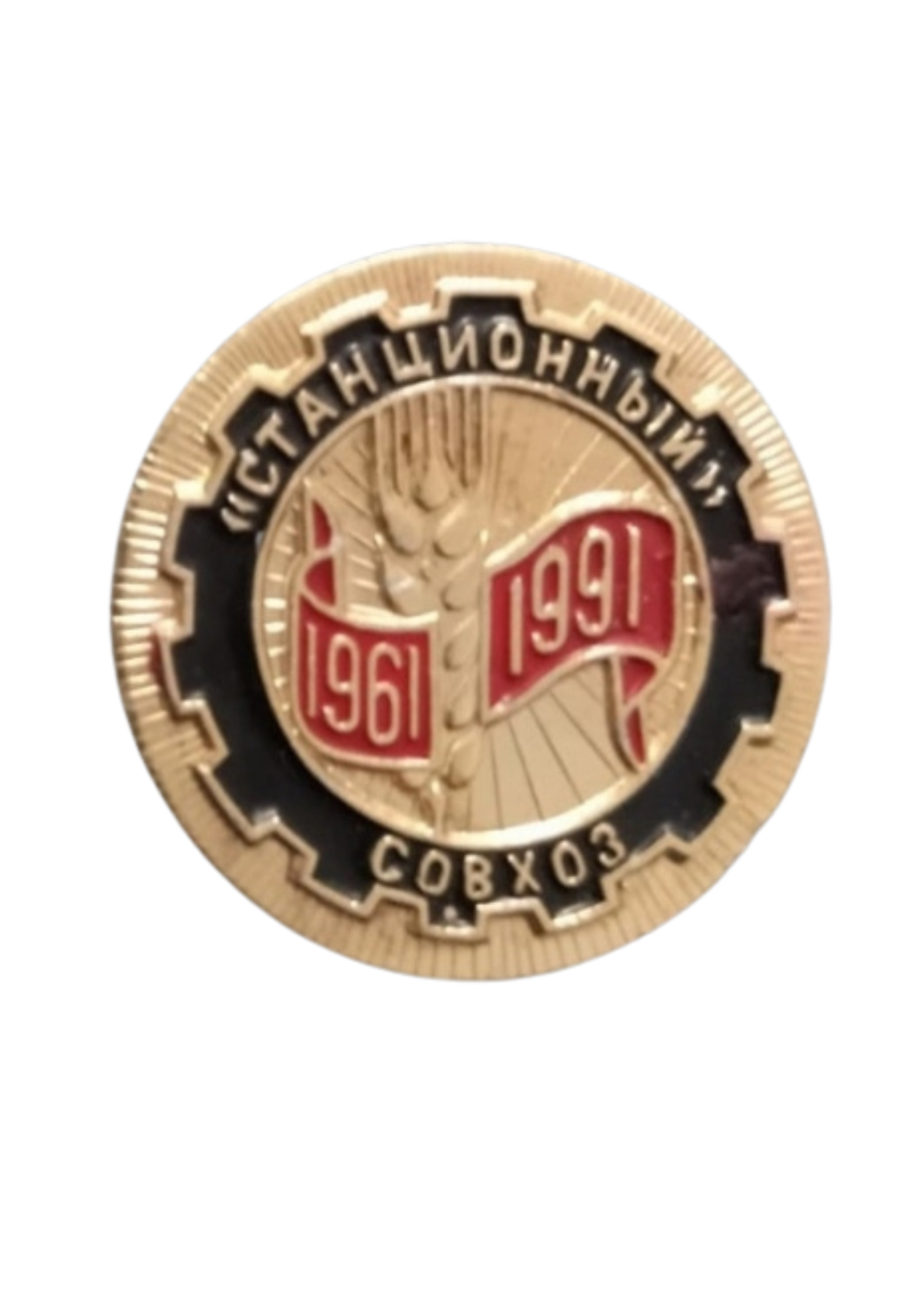
Памятный знак в честь 30-летия совхоза "Станционный"

## Население
В 1999 году население села составляло 1680 человек (783 мужчины и 897 женщин).
По данным переписи 2009 года, в селе проживали 1344 человека (657 мужчин и 687 женщин).